# Prêmio Edison Volta
O Prêmio Edison Volta é concedido pela European Physical Society por trabalho de destaque em física a indivíduos ou grupos de até três pessoas. Foi estabelecido em 2011 pela EPS, o Centro di Cultura Scientifica "Alessandro Volta" e a empresa Edison, dotado com 10.000 euros. Homenageia Alessandro Volta e Thomas Edison

## Recipientes
- 2012 Rolf-Dieter Heuer, Sergio Bertolucci, Stephen Myers[1]
- 2014 Jean-Michel Raimond
- 2015 Nazzareno Mandolesi, Jean-Loup Puget, Jan Tauber
- 2016 Michel Orrit
- 2018 Alain Brillet, Karsten Danzmann, Adalberto Giazotto, James Hough
- 2020 Karl Dieter Weiss, Jurgen Smet, Klaus Ensslin[2]